# Gilbert de Mons
Gilbert de Mons (v. 1150- 1223/5), appelé aussi Gislebert de Mons, est un chroniqueurhennuyer.

## Biographie
Il est dignitaire ecclésiastique à Mons et à Namur avant d'occuper une place de chancelier à la cour de Baudouin V de Hainaut, qui lui confie des missions politiques. Composée en 1195-96, sa Chronicon Hanoniense ou Chronique du Hainaut constitue un précieux témoignage sur Baudouin ainsi que les figures historiques ayant eu affaire avec lui, en particulier Philippe d'Alsace, Philippe Auguste et Frédéric Barberousse. Sa chronique est aussi une importante source d'informations sur la société du XIIe siècle, notamment pour tout ce qui touche à l'histoire militaire et à l'organisation des croisades.
La Chronique du Hainaut a été traduite en français par Denis-Charles Godefroy-Ménilglaise en 1874. Une traduction moderne en a été faite en anglais (Chronicle of Hainaut by Gilbert of Mons, translated by Laura Napran, Boydell & Brewer, Woodbridge, Suffolk, 2005).

## Œuvre
- La chronique de Gislebert de Mons [« Chronicon Hanoniense »] [« Chronique du Hainaut »]  (nouvelle édition publiée par Léon Vanderkindere), Bruxelles, Kiessling, 1904, LI-432 p., In-8° (lire en ligne)

## Sources
- Notices d'autorité :   - VIAF
  - ISNI
  - BnF (données)
  - IdRef
  - LCCN
  - GND
  - Espagne
  - Pays-Bas
  - Pologne
  - NUKAT
  - Grèce
  - WorldCat
- (en) « Gilbert de Mons », dans Encyclopædia Britannica [détail de l’édition], 1911 (lire sur Wikisource). : « Gislebert of Mons »